# Alfabeto tebano

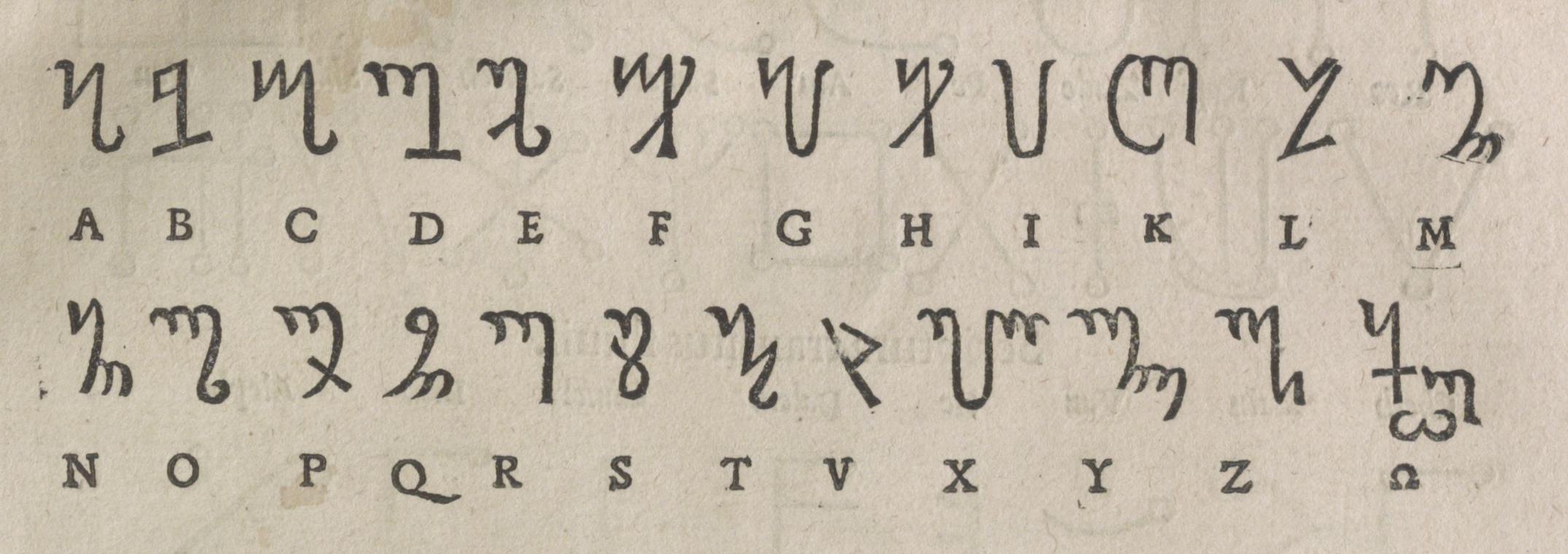
Dai La filosofia occulta o La magia di Agrippa (1533). Notare i cambiamenti di carattere, incluso il piccolo omega (ω) alla base dell'ultimo segno, denotato dall'omega maiuscolo (Ω) — un simbolo utilizzato per il punto fermo — al posto della "W".

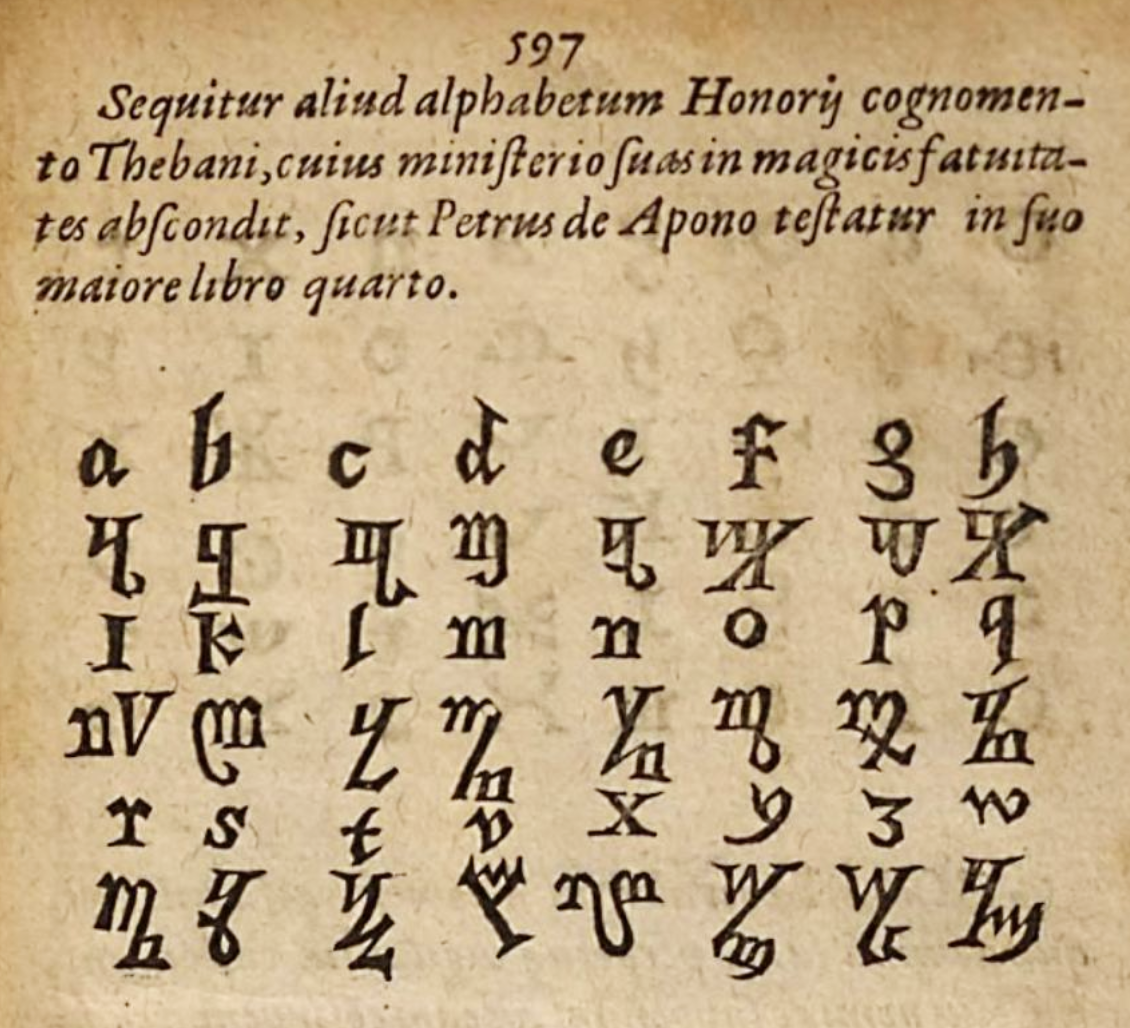
Dalla ristampa del 1613 di Polygraphia. Notare le modifiche ad alcuni caratteri, ad esempio loop chiusi e un gancio sinistro omesso dalla lettera W.

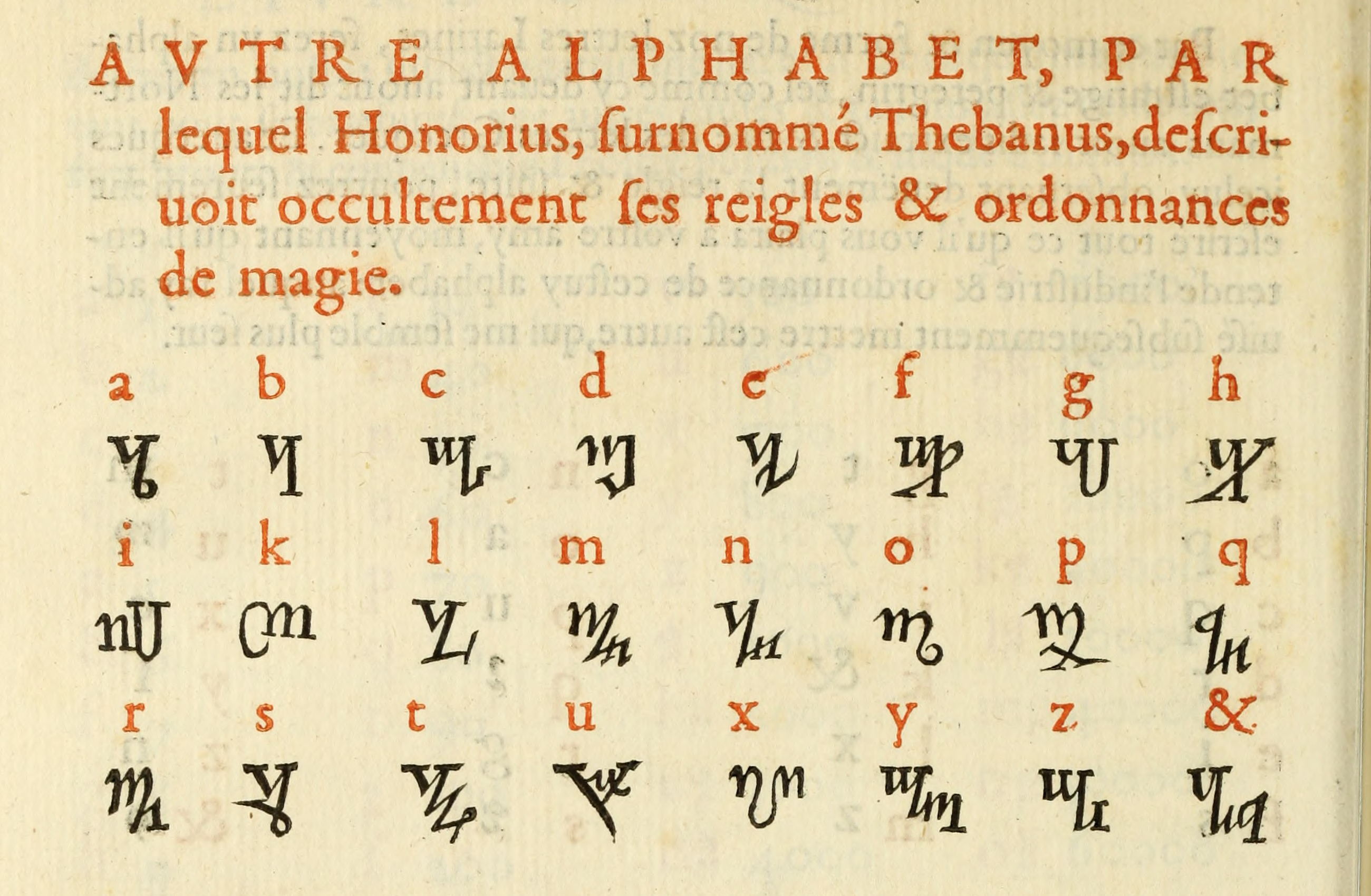
Da Polygraphie (1561) di Gabriel de Collange (ed. francese). Essendo la W una lettera nuova e non usata in Francia, quel segno qui rappresenta l'ampesand (&).

L'alfabeto tebano, noto anche come alfabeto delle streghe o scrittura tebana, è un sistema di scrittura di tipo crittografico sulla base dell'alfabeto latino utilizzato dai primi occultisti e divenuto poi popolare in seno al movimento della Wicca.

## Storia
La sua prima comparsa è testimoniata nel libro Polygraphia di Giovanni Tritemio (1518) nel quale viene attribuita l'invenzione ad Onorio di Tebe "come testimonia Pietro d'Abano nel suo grande quarto libro". Tuttavia tale affermazione non trova riscontro in nessuno dei testi noti attribuiti a D'Abano (1250–1316). Agrippa von Nettesheim (1486–1535), studente dello stesso Tritemio, lo riporta nel suo La filosofia occulta o La magia (libro III, cap. 29, 1533). L'alfabeto inoltre non è stato rinvenuto in nessuno dei manoscritti di Onorio di Tebe, con l'eccezione del manoscritto composito rinvenuto a Londra conservato nella British Library identificato come "Manuscript Sloane 3853", che tuttavia cita apertamente Agrippa come sua fonte.

## Usi e correlazioni

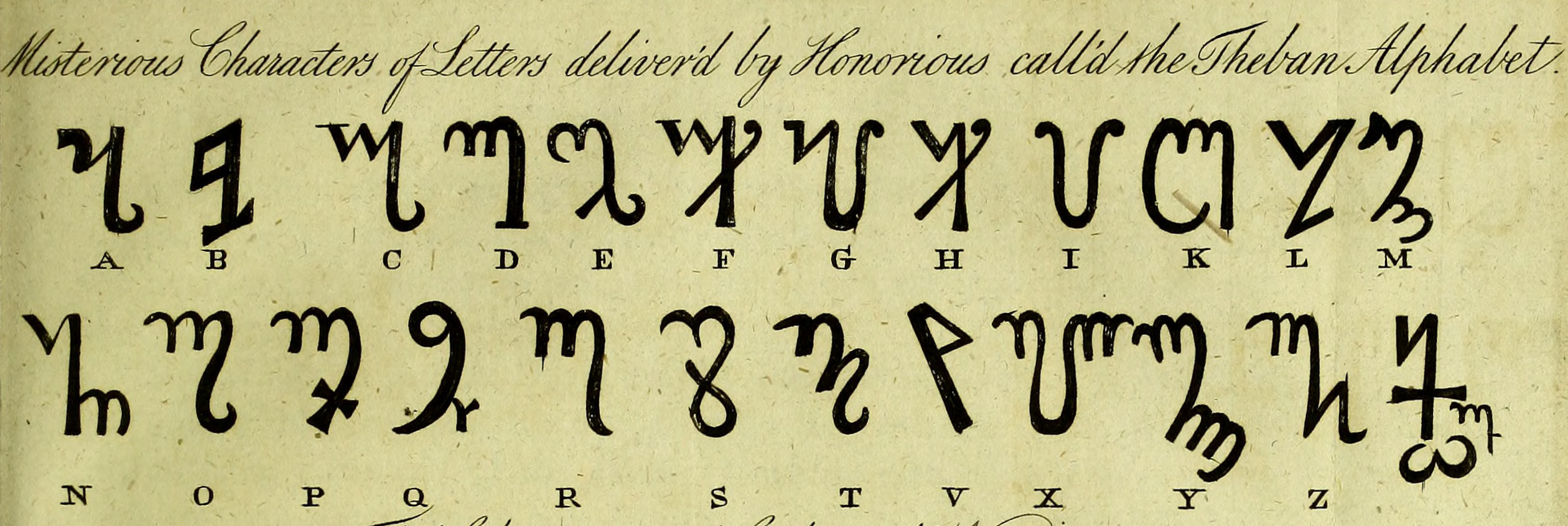
Da Il mago (1801) di Francis Barrett. Segue la tabella di Agrippa sopra.

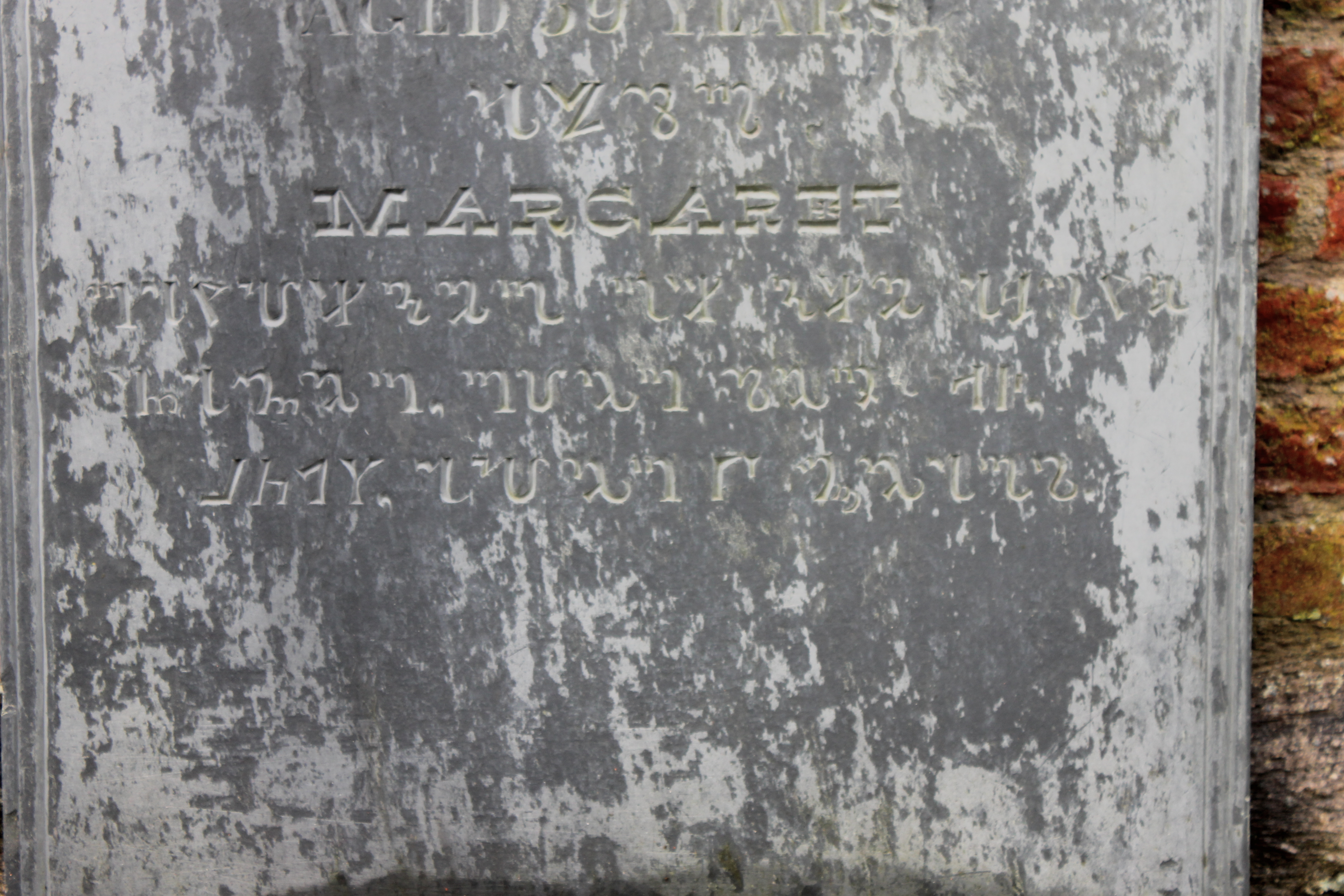
Una lapide del XIX secolo a Llanfyllin, Galles, inscritta in caratteri tebani (versione Agrippa/Barrett) e numeri cistercensi.

È anche noto come alfabeto di Onorio o come Rune di Onorio in riferimento alle sue attività esoteriche (per quanto il Tebano sia dissimile dall'alfabeto runico germanico), o ancora come alfabeto delle streghe, in relazione al suo impiego moderno nella Wicca ed in altre forme di stregoneria come uno dei tanti cifrari impiegati per occultare il significato delle scritte utilizzate nei rituali agli occhi profani. L'alfabeto tebano non è stato rinvenuto in nessun'altra pubblicazione precedente a quella di Tritemio e non presenta particolari differenze dalla maggior parte degli alfabeti.
Le lettere presentano una corrispondenza uno ad uno con i caratteri dell'alfabeto latino. I caratteri moderni J e U non sono rappresentanti ma vengono spesso traslitterati in tebano facendo uso dei caratteri I e V, come avveniva precedentemente con l'alfabeto latino. Nella carta di Tritemio la lettera W viene dopo la Z, in quanto aggiunta recente all'alfabeto latino e non aveva ancora una posizione fissa. Per questo motivo i traduttori ed i copisti posteriori, come Francis Barrett, hanno mal interpretato il carattere della W come un segno di interpunzione od anche come un ampersand (&). Alcune persone tendono a traslitterare la W mediante l'utilizzo di due caratteri susseguenti della V, parallelamente all'evoluzione del carattere in lingua inglese. Alcune forme delle lettere tebane sono cambiate nel corso degli anni nei vari libri ed esistono solamente in formato unicamerale.
Lo sviluppatore di software americano Eric S. Raymond ha proposto all'Unicode di inserire l'alfabeto tebano nell'Universal Character Set (UCS).